# وادی حیل
وادی حیل یک تقسیمات کشوری در امارات متحده عربی است که در فجیره واقع شده‌است.